# Ключи
Ключи́ (на руски: Ключи) е посьолок (от 1979 до 2004 г. – град) в Камчатски край, Русия. Разположен е на брега на река Камчатка, в подножието на вулкана Ключевская Сопка. Към 2016 г. населението му е 4834 души.

## История
Територията на селището е застроена от 1717 г., а като официална дата на основаване се счита 1741 г. През 1930-те години Ключи се превръща в промишлен център за дърводобив. Построява се дървообработващ комбинат, селото се електрифицира и радиофицира. Селото се разраства изключително много. Установяват се и военни части, които да защитават Камчатка. На 1 септември 1935 г. тук е създадена първата вулканоложка станция в Русия. Селището е било важен търговски център, поради местоположението си на пътя между Уст Камчатски и Петропавловск Камчатски. До 1950-те години Ключи се формира като един от големите населени пунктове в Камчатска област. През 1948 г. е построено летище. През 1955 г. близо до селището е създаден изпитателен полигон за междуконтинентални балистични ракети. През 1979 г. получава статут на град, но през 2004 г. е превърнат в посьолок, защото губи икономическия си потенциал.

## Население
| 1959 | 1970 | 1979 | 1989   | 1992   | 2002 | 2004 |
| ---- | ---- | ---- | ------ | ------ | ---- | ---- |
| 6949 | 7809 | 9317 | 11 251 | 11 300 | 7073 | 6500 |
| 2010 | 2012 | 2013 | 2014   | 2015   | 2016 |      |
| 5726 | 5587 | 5347 | 5122   | 5011   | 4834 |      |

## Климат
Климатът в Ключи е субарктичен. Средната годишна температура е -0,7 °C, средното количество годишни валежи е 649 mm, а средната влажност на въздуха е 76%.
| Климатични данни за Ключи             | Климатични данни за Ключи | Климатични данни за Ключи | Климатични данни за Ключи | Климатични данни за Ключи | Климатични данни за Ключи | Климатични данни за Ключи | Климатични данни за Ключи | Климатични данни за Ключи | Климатични данни за Ключи | Климатични данни за Ключи | Климатични данни за Ключи | Климатични данни за Ключи | Климатични данни за Ключи |
| Месеци                                | яну.                      | фев.                      | март                      | апр.                      | май                       | юни                       | юли                       | авг.                      | сеп.                      | окт.                      | ное.                      | дек.                      | Годишно                   |
| Абсолютни максимални температури (°C) | 5,8                       | 3,0                       | 7,4                       | 17,4                      | 28,4                      | 30,0                      | 31,1                      | 29,6                      | 23,3                      | 17,7                      | 11,6                      | 5,3                       |                           |
| Средни максимални температури (°C)    | −12                       | −9,5                      | −4,4                      | 1,7                       | 9,0                       | 16,7                      | 19,9                      | 18,5                      | 13,6                      | 5,8                       | −3,5                      | −10,2                     |                           |
| Средни температури (°C)               | −16,2                     | −13,9                     | −9,4                      | −2,5                      | 4,5                       | 11,2                      | 14,8                      | 13,8                      | 8,8                       | 1,8                       | −7,1                      | −14,2                     |                           |
| Средни минимални температури (°C)     | −20,1                     | −18,1                     | −14,1                     | −6,6                      | 0,4                       | 6,2                       | 10,4                      | 9,7                       | 4,9                       | −1,4                      | −10,6                     | −18                       |                           |
| Абсолютни минимални температури (°C)  | −48,6                     | −42                       | −36,7                     | −26,5                     | −10,3                     | −3,7                      | 2,3                       | −1,3                      | −7,2                      | −19,3                     | −33,8                     | −42,2                     |                           |
| Средни месечни валежи (mm)            | 71                        | 62                        | 48                        | 31                        | 32                        | 40                        | 50                        | 69                        | 56                        | 61                        | 65                        | 66                        |                           |
| ------------------------------------- | ------------------------- | ------------------------- | ------------------------- | ------------------------- | ------------------------- | ------------------------- | ------------------------- | ------------------------- | ------------------------- | ------------------------- | ------------------------- | ------------------------- | ------------------------- |
| Източник: WorldWeather                |                           |                           |                           |                           |                           |                           |                           |                           |                           |                           |                           |                           |                           |

## Икономика
Докато селището все още разполага с дървообработваща фабрика, водещият отрасъл в днешно време е селското стопанство. Летището преди е обслужвало граждански полети, но сега е само товарно. През 2014 г. е открит нов мост над река Камчатка.